# Atanagild
Atanagild fou rei dels gots del 551 al 567, els quatre primers anys en rebel·lió (vegeu Àquila I).

## Rei en rebel·lió
A la mort d'Àquila I Atanagild fou reconegut rei per tota la noblesa, va ascendir al tron, i probablement va iniciar la guerra contra els romans d'Orient, probablement els aliats del seu rival. Probablement la noblesa goda li va oferir el tron a canvi d'«acomiadar» els romans d'Orient.

## Guerra contra els romans d'Orient
Les negociacions que van poder desenvolupar-se (març-abril) entre el nou rei i el Magister Militum Spaniae (Liberi ja havia tornat a Orient el maig del 553) serien conegudes a Constantinoble probablement avançat el mes d'abril o el maig; lògicament s'havia d'esperar una resposta imperial als preacords que s'haguessin obtingut, la qual no podria arribar abans de maig o juny; la decisió imperial segurament ja estava presa i l'enviament d'un exèrcit conquistador potser ja estava en marxa, però va poder comunicar-se qualsevol cosa per guanyar temps; la proclamació de Atanagild potser havia sorprès a Justinià I, que esperava col·locar en el tron a algun menor o noble addicte al qual pogués eliminar-se fàcilment després i annexionar el país mitjançant l'enviament de tropes; ara necessitava temps per fer arribar al país l'exèrcit conquistador; així que Justinià va poder fingir que s'acceptava la retirada i que s'enviava una flotilla per retirar les tropes estacionades en el Sud peninsular; la realitat és que es preparava una expedició de certa importància, que inicialment havia d'estar destinada a combatre de Atanagild per assegurar la completa submissió del Regne Visigot (doncs la resta del regne, llevat d'algunes resistències menors, ja hauria d'haver estat assegurat) i que anava a utilitzar-se per ocupar tota la Península. Es necessitarien uns quants mesos per equipar una flota i un exèrcit que acudís a Hispània, ja no per ajudar a un rebel o un rei, sinó definitivament per ocupar el regne valent-se del cap de pont existent.
Com fins a l'any 554 els recursos militars s'havien destinat bàsicament a Itàlia, l'expedició no començaria a equipar-se fins a principis del 555. L'expedició sortiria cap a Hispània el maig o juny, i arribaria el juny o juliol; mentrestant els romans d'Orient d'Hispània al·legarien que esperaven ser retirats o que esperaven una resposta de l'emperador a les peticions visigodes.
A l'arribada de la flota els romans d'Orient desembarcarien potser a la seva base de Cartago Nova, o a Màlaga. En tot cas, si van desembarcar a Cartago Nova, seria que potser no dominaven aquesta ciutat. S'apoderarien d'ella (potser per sorpresa), sens dubte en forma violenta, obligant a alguns ciutadans destacats a fugir. Aquests ciutadans serien partidaris de Atanagild i els exiliats es van establir a Sevilla, centre del poder polític de Atanagild.
Els romans d'Orient ocuparen o desembarcaren a Cartagena, un port important, com a base naval, bé cap al 552, en el moment del desembarcament o poc després, cap al 553 (ja establerts en la Bètica). De no ser així ja no la van ocupar fins a almenys mitjans de l'any 555, en el curs de la guerra amb Atanagild. Se sap que l'ocupació de Cartago Nova no va ser pacifica i que alguns destacats visigots i hispà-romans van haver de fugir d'ella, i que la població local va ser hostil als grecs malgrat la identitat de fe catòlica. Si la conquesta va ser entre el 552 i el 554 la fugida sol va poder produir-se si la ciutat era lleial al rival dels romans d'Orient (en cas de ser una ciutat favorable a l'aliat romà d'Orient, hagués acollit als grecs com aliats i no s'haguessin produït fugides).
Des Cartagena es van estendre pel districte de Bastetània, ocupant probablement Baza (Basti) o almenys part del seu territori, i sens dubte altres ciutats. La presa de Bastetania es realitzaria segurament mitjançant la confluència de les forces desembarcades a l'Oròspeda (costa de la Cartaginesa) i les forces que avançaven des de la Bètica oriental (Màlaga i potser Abdera). Però les forces de Atanagildo sembla que van aconseguir aïllar les forces gregues de Cartago Nova de les que van operar a Màlaga i la zona de l'Estret, perquè la zona entre Baza i Màlaga, amb ciutats com Abdera (Adra), Acci (Guadix), Iliberis (Granada) no consta que mai estigués en mans romanes d'Orient i sembla que van quedar sota domini de Atanagild, qui va poder conquistar-les bé cap al 555 o bé ja les dominava amb anterioritat (llevat que alguna es mantingués independent o integrada en el govern territorial cordovès com podria ser el cas d'Astigi o Écija).

## Còrdova
L'Imperi Romà d'Orient va buscar nous aliats. Conseqüència del canvi de situació seria que els romans d'Orient requeririen altres aliats a la zona. Naturalment coneixien la situació a Còrdova, rebel als visigots, i s'establiria una aliança estratègica; Còrdova al seu torn passava a estar interessada en una aliança amb els romans d'Orient, car el seu probable antic aliat, Atanagild, era ara rei i com a tal li correspondria (més tard o però aviat) intentar la submissió de la ciutat i el territori rebel. Probablement els romans d'Orient no van intentar conquistar Còrdova, que ja havia donat mostres de la seva resolució derrotant a les tropes d'Àquila I, sinó simplement aliar-se al govern territorial, i situar-lo en la seva àrea d'influència, o vincular-lo a l'estil dels Laz del Caucas.
L'interior de la Bètica seguia a poder d'un o diversos governs locals liderats per terratinents hispà-romans, que probablement mai s'havien sotmès del tot als gots (de fet encara que els terratinents es mostraven hostils als gots sobretot per motius econòmics, una vegada consolidat el domini d'aquests sembla que en general els eren favorables; així per exemple a la Tarraconense els propietaris van ser hostils fins al 506, i l'hostilitat continuaria larvadamente fins i tot uns anys, però cap al 541 els gots semblen haver comptat ja amb el suport dels terratinents hispà-romans de la província, sense que influís el fet que els visigots fossin arrians, devent-se probablement a motius econòmics).
Probablement els cordovesos es van tornar massa perillosos. Sembla que el 566 (o més probablement abans) es van estendre cap a Sevilla i potser la van ocupar militarment o van afavorir una rebel·lió local bé de terratinents hispà-romans o bé d'alguns nobles visigots ressentits. És segur que el 566 la ciutat de Sevilla havia escapat del control del rei. El Cronicó Cesaraugustà explica que Atanagild va realitzar repetits atacs contra Còrdova entre el 566 i el 567 i que així mateix va atacar Sevilla que va ser presa. No se sap qui dominava a la ciutat, però és possible que directament o indirectament els romans d'Orient exercissin en ella alguna influència.

## El Tractat de pau: naixement de la província d'Espània

Espània

La possessió de Sevilla és determinant per establir que moment es va signar un tractat, (pacta) que se sap que existeix, entre Atanagild i Justinià, i que és el títol jurídic de la província romana d'Orient d'Espània. La data del tractat és discutida: va poder ser signat el 551 o a principis del 552 (menys probable és que Atanagild signés el tractat abans de començar la seva rebel·lió, és a dir el 550, després de la derrota d'Àquila davant Còrdova) o bé al concloure la guerra iniciada el 555 i en tot cas abans del 565 que va morir Justinià que fou signant del tractat. Si Sevilla hagués estat romana d'Orient, havent estat ocupada el 566 o 567 per Atanagild, indicaria que la guerra iniciada el 555 prosseguia i que per tant no s'havia signat cap tractat de pau, per la qual cosa el tractat havia d'haver estat establert cap al 551.
La data més probable és vers el 560, el que explicaria que entre aquesta data (aproximadamente) i l'inici del regnat de Leovigild no hi hagués enfrontaments entre visigots i romans d'Orient, amb l'únic problema de la presa de Sevilla cap a 566-567 en el marc de la campanya contra Còrdova, el que asseguraria que Sevilla no era possessió grega (aquest és l'únic combat conegut entre el 556 i el 570 en el qual van poder ser part els romans d'Orient).
Contra aquesta data tampoc juga el fet que el 599, al perdre Recared alguns territoris, i sol·licitar per mediació del Papa una còpia del tractat (l'exemplar dels visigots s'hauria perdut i l'exemplar imperial se suposa destruït en un incendi accidental segurament el 564 o el 565), el Papa li respongué que desistís d'això, ja que, en cas d'aparèixer el tractat, fins i tot amb les presumptes conquistes romanes d'Orient, el regne visigot resultaria perjudicat. Com sabem que Leovigildo havia recobrat tota o part de la regió de l'Estret (amb Asidona), les regions pròximes a Màlaga i Baza (i potser la mateixa Baza) i probablement el territori entre Baza i Màlaga, les regions ocupades pels romans d'Orient se situarien bé a la zona costanera entre Màlaga i Cartagena o bé a la zona de l'Estret i, per tant, un tractat signat cap al 560 hauria cedit als romans d'Orient les regions entre Gades i Cartagena, i en cas d'haver estat signat cap al 551 els hauria cedit una zona concreta, per exemple tota la Bètica, en els dos casos territoris majors dels quals fins i tot quedaven en poder dels romans d'Orient. solament si el tractat es va signar entre el 555 i el 565 els límits dels dominis sobre el terreny haurien de constar en un tractat i seria adequat consultar-los uns anys després, per comprovar els límits exactes.
Fixada la frontera exacta entre el Regne Visigot i la província de Spania, Còrdova (aliada formal o tàcitament amb Constantinoble) quedava abandonada a la seva sort. És probable que intentessin que d'alguna forma seguís l'agitació, i promoguessin o recolzessin algun tipus de rebel·lió a Sevilla; en canvi no és probable que poguessin ocupar militarment la ciutat, car encara que els cordovesos havien demostrat el seu valor i coratge, i havien combatut bé contra Àquila I (i van tornar a fer-ho després contra Atanagild), no sembla que tinguessin capacitat militar per prendre una ciutat emmurallada i segurament ben defensada (uns anys després Leovigild va tardar diversos mesos a prendre-la i va haver de recórrer a un setge estricte) llevat que l'haguessin ocupat en una traïció, un cop de sort o una sorpresa inaudita, o bé haguessin comptat amb la col·laboració dels romans d'Orient.
Els successos de Sevilla tingueren lloc vers el 565 i sorprengueren a Atanagild que potser a causa d'ells no va poder organitzar una expedició contra Còrdova. No obstant això aquesta expedició es portà a terme a l'any següent, perquè se sap que el 566 i el 567 va combatre contra Còrdova. El que no se sap és si ja estava en la seva ment l'expedició, o aquesta es va decidir després de la perduda de Sevilla. El fet cert és que el 566 probablement, Sevilla va ser presa per Atanagild, i es va combatre contra els cordovesos (no sabem si a Còrdova ciutat), i el 567 es va tornar a lluitar contra els cordovesos, i és probable que fos atacada la mateixa ciutat de Còrdova. Ni Còrdova ni Sevilla van poder comptar ja amb la protecció romana d'Orient. Sevilla va passar a poder de Atanagildo, però Còrdova va rebutjar de nou a les forces godes.

## Relacions amb els francs
Atanagild va establir bones relacions amb els francs: les seves filles Brunequilda i Galsuinda van casar respectivament amb Sigibert d'Austràsia i Khilperic de Nèustria (i es van convertir al catolicisme). Aquestes bones relacions van afavorir un actiu comerç desenvolupat sobretot a la zona fronterera entre territori gal i la província Narbonense, sol interromput durant els períodes de guerra.

## Crisi financera
Durant el regnat d'Atanagild es va produir una crisi financera l'existència de la qual queda evidenciada per la numismàtica.

## Mort d'Atanagild
Atanagild va morir de mort natural el 567, i durant cinc mesos el tron va romandre vacant, segurament a falta d'un acord entre els nobles sobre el successor. Finalment, probablement ja el 568, va ser proclamat rei el que era probablement dux de la Gàl·lia Narbonense, Liuva I.